# Купреевка
Купреевка (бел. Купрэеўка) — деревня в Ветковском горсовете Ветковского района Гомельской области Белоруссии.
В результате катастрофы на Чернобыльской АЭС и радиационного загрязнения жители переселены в чистые места.

## География

### Расположение
В 5 км на восток от Ветки, 27 км от Гомеля.

### Гидрография
На юге, севере и востоке мелиоративные каналы.

## Транспортная сеть
Транспортные связи по просёлочной, потом автодорогам, которые отходят от Ветки. Планировка состоит из прямолинейной улицы почти широтной ориентации, которая на востоке отклоняется к югу. Застройка двусторонняя, деревянная, усадебного типа.

## История
По письменным источникам известна с XVIII века как слобода в Речицком повете Минского воеводства Великого княжества Литовского. Здесь активно селились староверы — беглецы из России.
После 1-го раздела Речи Посполитой (1772 год) в составе Российской империи. В 1785 году во владении князя И. Халецкого и княгини Радзивилл. С 1880 года действовал хлебозапасный магазин. Согласно переписи 1897 года располагались: часовня, школа грамоты. В 1909 году в Ветковской волости Гомельского уезда Могилёвской губернии, 555 десятин земли.
В 1926 году работали почтовое отделение, школа. Рядом были Купреевские хутора. С 8 декабря 1926 года по 30 декабря 1927 года центр Купреевского сельсовета Ветковского района Гомельского округа В 1930 году создан колхоз «Просвет», работали ветряная мельница (с 1927 года) и кузница. Во время Великой Отечественной войны оккупанты сожгли 32 двора. На фронтах погиб 71 жителейин. В 1959 году входила в состав совхоза «Ветковский» (центр — г. Ветка).
В 1965 году в деревню переехали жители посёлка Первое Мая.

## Население

### Численность
- 2010 год — жителей нет.

### Динамика
- 1897 год — 61 двор, 432 жителя (согласно переписи).
- 1909 год — 73 двора, 515 жителей.
- 1926 год — 977 жителей; на хуторах — 14 дворов, 95 жителей.
- 1959 год — 293 жителя (согласно переписи).
- 1990-е — жители переселены.